# Valderaduey
Le Valderaduey est un cours d’eau espagnol d'une longueur de 157 km qui coule dans la communauté autonome de Castille-et-León, et un affluent de rive droite du fleuve le Douro.

## Source de la traduction
- (es) Cet article est partiellement ou en totalité issu de l’article de Wikipédia en espagnol intitulé « Río Valderaduey » (voir la liste des auteurs).